# 大庙集镇
大庙集镇，是中华人民共和国安徽省阜阳市太和县下辖的一个乡镇级行政单位。

## 行政区划
大庙集镇下辖以下地区：
大于路村、双李村、和平新村、和谐村、文昌新村、双杨村、黑虎三村、吴桥村、见寺村和龙台村。